# Pitchfork
Pitchfork (dříve Pitchfork Media) je americký internetový hudební časopis, reflektující především současnou angloamerickou nezávislou scénu. Byl založen v roce 1996 Ryanem Schreiberem v Minneapolis. Původně se zabýval alternativní a nezávislou hudbou a později se rozšířila o další žánry, včetně popu, hip-hopu, jazzu a metalu.
I přesto, že se hlavní náplň serveru soustřeďuje na novou hudbu, občasné okénko do historie není výjimkou. Pitchfork je často kritizován za přílišnou koncentraci na pro mnohé obskurní interprety a hudební styly.
Schreiber založil Pitchfork při práci v obchodě s gramofonovými deskami na předměstí Minneapolis a tato webová stránka si získala reputaci díky rozsáhlému pokrytí indie rockové hudby. Od té doby se rozšířil a pokrývá všechny druhy hudby, včetně popu. Pitchfork byl prodán Condé Nast v roce 2015, ačkoli Schreiber zůstal jeho šéfredaktorem, dokud v roce 2019 web neopustil. Původně sídlil v Minneapolis, později se Pitchfork přestěhoval do Chicaga a poté do Greenpointu v Brooklynu. Jeho kanceláře jsou v současné době umístěny v One World Trade Center spolu s dalšími publikacemi Condé Nast.
Tato stránka je nejlépe známá pro své každodenní vydávání hudebních recenzí, ale také pravidelně recenzuje reedice a boxy. Od roku 2016 publikuje každou neděli retrospektivní recenze klasik a dalších alb, která dříve nerecenzovala. Tato stránka každý rok zveřejňuje seznamy „nejlepších“ – alba, písně – a výroční funkce a retrospektivy. Během 90. a 20. století byly recenze tohoto místa – ať už příznivé nebo jiné – považovány za velmi vlivné při vytváření nebo rozbíjení kariéry.